# Z Microscopii
Z Microscopii är en pulserande variabel av RR Lyrae-typ (RRAB) i stjärnbilden Mikroskopet.
Stjärnan är av visuell magnitud +11,261 till 11,915 och varierar med en period av 0,5869258 dygn eller 14,08622 timmar. RR Lyrae-stjärnornas period varierar mellan 0,2 och 1,2 dygn med ett medianvärde på 0,5 dygn. Z Microscopii ligger alltså lite över medelvärdet.